# Dőry László
jobaházai Dőry László (1891. június 27., Görösgalpuszta – 1975. január 10., Pécs) római katolikus pap, germanista, teológiatanár.

## Élete
A gimnáziumot Szigetváron és Pécsen végezte. 1909-ben lett a Collegium Germanicum et Hungaricum növendéke. A háború miatt Innsbruckban fejezte be tanulmányait, ahol 1915 májusában teológiából doktorált. 1915 szeptemberében Pécsett pappá szentelték, majd Mohácson káplán. 1919-ben a pécsi papnevelő helyettes, 1925-ben rendes tanára. 1920-ban zsinati vizsgáló, 1929-ben szentszéki bíró, 1938-ban a Mindensztek-templom igazgatója, 1948-ban tiszteletbeli kanonok.

## Művei
- Ünneprontók. Modern bölcselők Istenről (Bp., 1922)
- Compendium theologiae dogmaticaespecialis (Pécs, 1926)
- A Miasszonyunknak legkisebb leánya, Gelencsér M. Gábriella életrajza (Pécs, 1936).